# Facebook外交

美國總統歐巴馬

「Facebook外交」是2008年10月在推特上新創的非正式用語，指美國總統歐巴馬活躍使用Facebook等社交網站的競選方針。「Facebook外交」一詞後來被延伸推廣，用來描述社交網路工具所能創造的潛在「軟實力」；或致力於反恐怖主義，或透過社交網絡上的論述及討論，達到影響專制政府和激進組織的目的。
在紐約十二月會議期間，美國副公共外交次卿詹姆斯·格拉斯曼表示：「新技術讓美國和其他自由國家相對恐怖分子擁有顯著的優勢。」他在紐約的哥倫比亞大學法學院的演說中更進一步說明，Facebook外交是如何透過群組取得成功，以及應如何善用網路平台，透過線上行動主義引發全球對哥倫比亞議題的關注，進以打壓哥倫比亞革命武裝力量的叛亂勢力。